# Akce T4

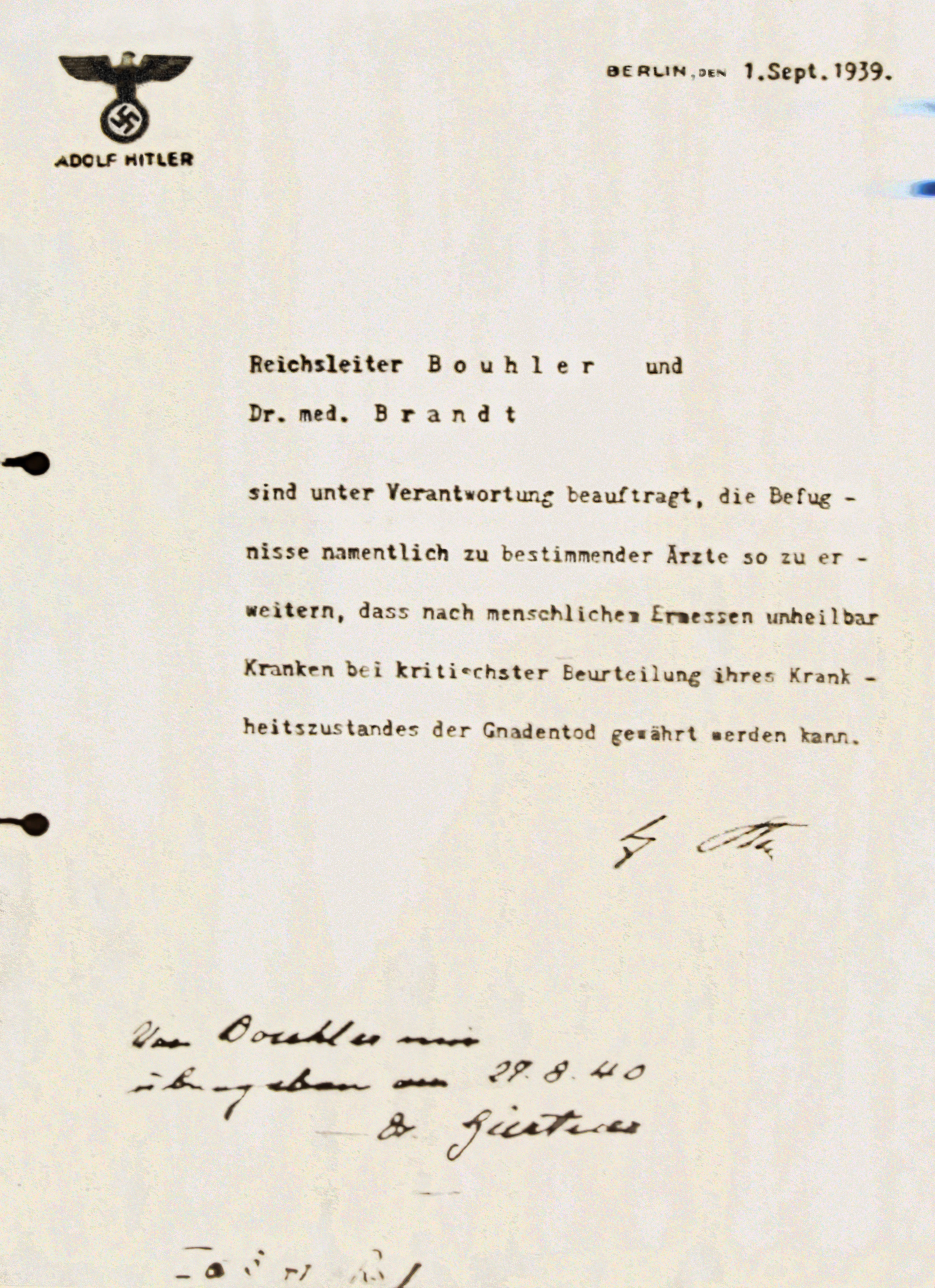
Dokument vlastnoručně napsaný Adolfem Hitlerem, který pověřuje Karla Brandta (Hitlerův osobní lékař) a Philippa Bouhlera (šéfa Hitlerovy kanceláře) vedením celé akce

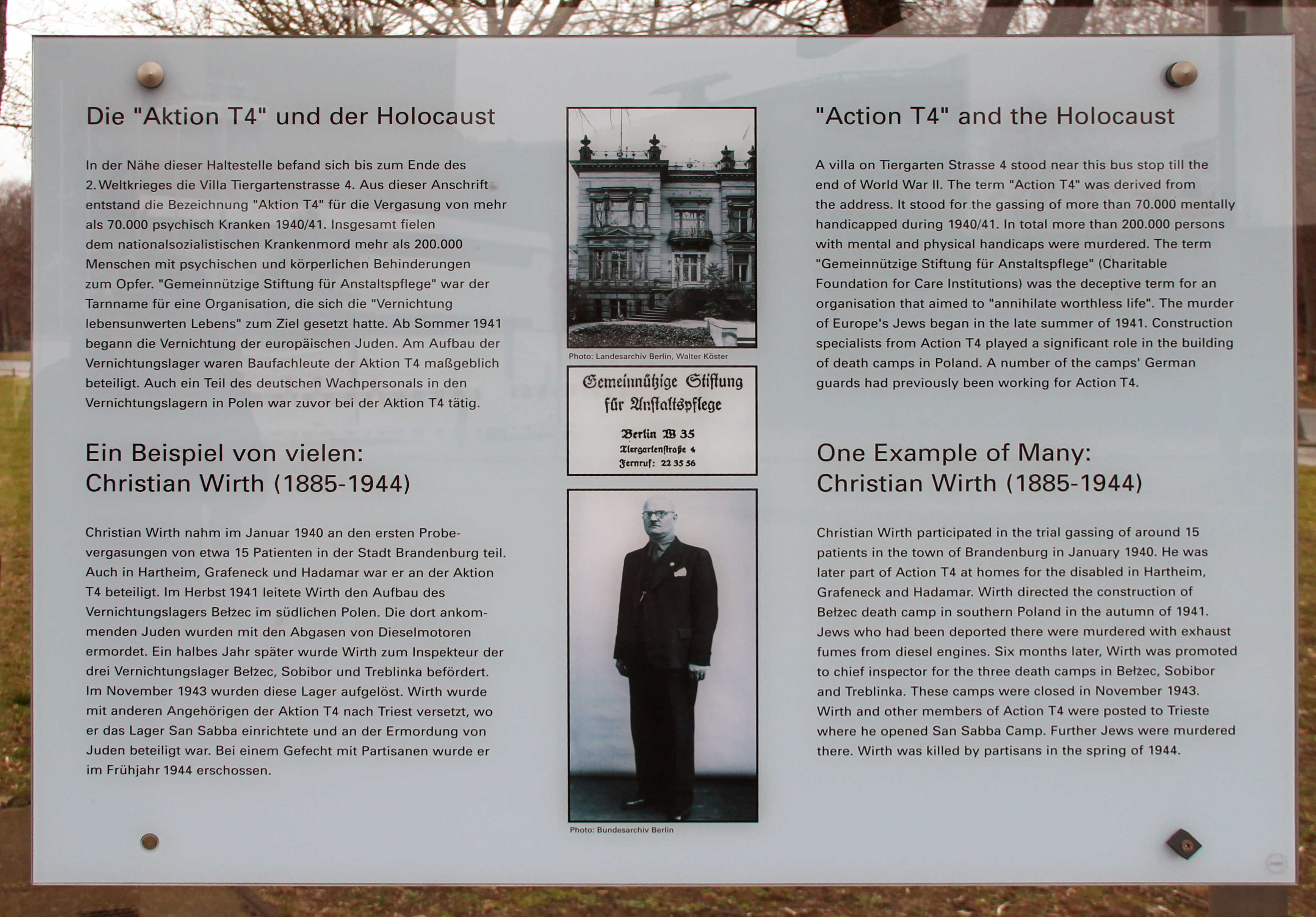
Na programu Aktion T4 se aktivně podílel také Christian Wirth

Akce T4 (německy Aktion T4) byl tajný program vyvražďování postižených lidí v nacistickém Německu a na jím kontrolovaných územích, který byl ideologicky založen na nacistické nauce o „rasové hygieně“ (Rassenhygiene). Systematické vyvražďování postižených bylo zahájeno v roce 1939, k jeho oficiálnímu ukončení došlo v roce 1941 po protestech, které iniciovali představitelé katolické církve. Ve skutečnosti program ovšem skrytě pokračoval dál, byť mnohem pomaleji, až do konečné porážky Německa. Celkem bylo v letech 1939–1945 povražděno asi 200–250 tisíc postižených. T4 je zkratka berlínské adresy, na níž sídlilo vedení zodpovědné za průběh programu – Tiergartenstraße 4.

## Eutanazie dětí
Předehrou k akci T4 byl přísně tajný výnos Říšského ministerstva vnitra ze dne 18. srpna 1939, podle něhož měly všechny porodní asistentky a vedoucí lékaři porodnic hlásit Říšskému výboru k vědeckému podchycení těžkých geneticky a dědičně podmíněných onemocnění všechny nově narozené postižené či znetvořené děti. Pod tuto akci spadaly také děti do 3 let. Věková hranice se pak v průběhu války posouvala až dosáhla 16–17 let. Pro tyto účely byl vytvořen jednotný formulář, který byl posléze předáván lékařskému týmu, který rozhodoval o životě či smrti dětí. V tomto týmu zasedali Werner Catel, profesor dětského lékařství na klinice v Lipsku, Hans Heinze, profesor neurologie a psychiatrie na univerzitě v Berlíně a Ernst Wentzler, dětský psychiatr a vedoucí kliniky v Berlíně-Frohnau. Rozhodovali na základě písemných podkladů a děti hodnotili znaménkem + (smrt) nebo – (život). Rozhodnutí o eutanazii muselo být jednomyslné. V případě nejednoznačného výsledku se provádělo dodatečné šetření.
Děti byly usmrcovány ve speciálně pro tento účel zřízených odborných dětských odděleních. První takovéto oddělení vzniklo v Gördenu u Brandenburgu pod vedením Hanse Heinze. Postupně pak vznikala další centra dětské eutanazie v Německu, Rakousku a Polsku.
Jak byly děti zabíjeny, uvedl do protokolu během poválečných procesů jeden z lékařů: „Děti, jež měly být usmrceny, dostávaly ráno a večer po 0,5 g luminalu; pokud byly starší deseti let, pak ještě třetí dávku v poledne. Smrtelná dávka tohoto prášku na spaní činí pro dospělé 0,4 g denně, pro děti školního věku 0,1 g a pro děti do tří let 0,05 g. Prášek se přidával do jídla, aby se potlačila jeho hořká chuť.[…] Pokud bylo dítě tak ospalé, že nedokázalo polykat, dostalo lék formou klystýru. V důsledku trvalého bezvědomí a povrchního dýchání se po dvou až pěti dnech rozvinul zápal plic, jehož průběh a symptomy, jako např. silná bronchitida, sekrece hnisu z nosu, šelesty na plicích nebo zvýšená teplota, se zaznamenávaly do chorobopisu. […] Po exitu dítěte se prováděla pitva; potvrdila, že ve více než 90 procentech byla příčinou lobární pneumonie a tracheobronchitida.“
V odborných dětských odděleních podobně zahynulo asi 5 000 dětí a mladistvých. Další pak zemřely spolu s dospělými již v rámci akce T4. Děti byly také zneužívány jako pokusné objekty k vědeckým výzkumům. Šlo zejména o výzkum preventivního očkování na tuberkulózu a výzkum mozku.

## Eutanazie dospělých

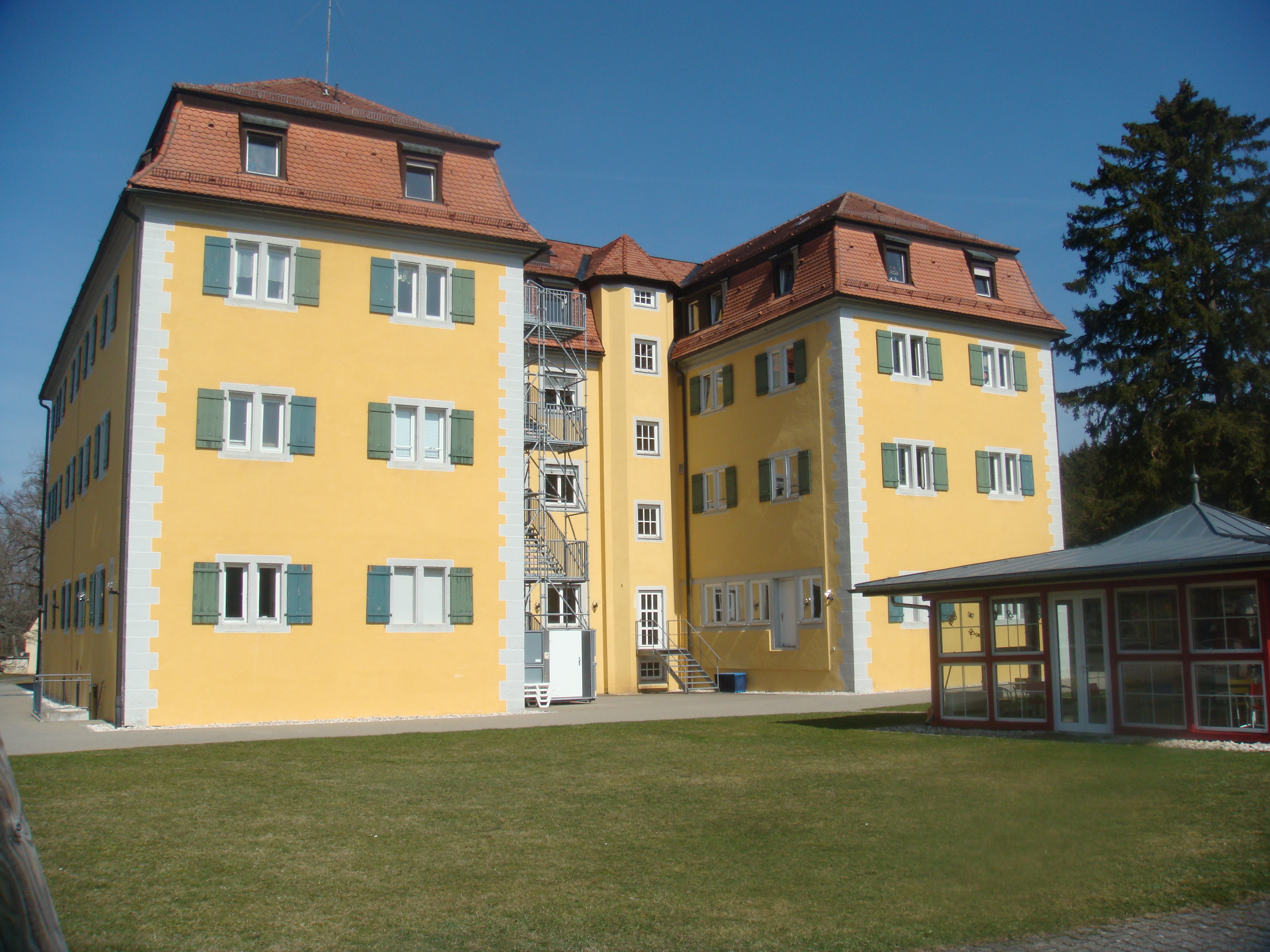
Zámek Grafeneck

Přípravy k realizaci eutanazie dospělých začaly již v létě roku 1939. Dne 1. října 1939 podepsal Adolf Hitler rozkaz o eutanazii, který datoval zpětně k 1. září. Rozkaz byl určen pouze úzkému okruhu zasvěcených lidí. Byl sestaven tým odborníků, kteří měli nadále rozhodovat o životě a smrti „bezcenných jedinců“. Byli do něj zařazeni např. Max de Crinis, Werner Heyde, Berthold Kihn, Paul Nitsche, Carl Schneider a mj. i osoby spojené s eutanazií dětí jako Werner Catel nebo Hans Heinze. Na první schůzi svolané Karlem Brandtem byli informováni o Hitlerově rozkazu o eutanazii, který měl být v platnosti až do vydání zákona o eutanazii. Návrh tohoto zákona byl skutečně na podzim 1940 předložen Hitlerovi, ten jej však kvůli předpokládanému odporu veřejnosti neschválil.
9. října 1939 byly do všech psychiatrických léčeben, nemocnic a ústavů rozeslány dotazníky pro registraci dospělých pacientů. Na první pohled vypadaly, že měly sloužit pouze vědeckým a statistickým účelům. Podezření mohla vzbudit pouze část, zjišťující pracovní schopnost pacientů. Hlášeni měli být pacienti vyžadující již nejméně 5 let nepřetržitě klinickou péči, duševně nemocní trestanci, pacienti s jinou než „německou nebo příbuznou“ krví, a dále pacienti práce neschopní, trpící některou z uvedených chorob – schizofrenie, epilepsie, senilita, neléčitelná paralýza, syfilis, encefalitida, všechny druhy slabomyslnosti, Huntingtonova nemoc a další neurologicky nevratné stavy.
Na základě dotazníků pak podobně jako při dětské eutanazii rozhodovala tříčlenná komise, aniž by pacienty kdy viděla. Vyplněných dotazníků přicházelo obrovské množství a byly obratem vyřízeny – např. Hermann Pfannmüller vyhotovil 2109 posudků během 17 dní. Posudky jednotlivých znalců poté dostal vrchní znalec, který definitivně rozhodl.

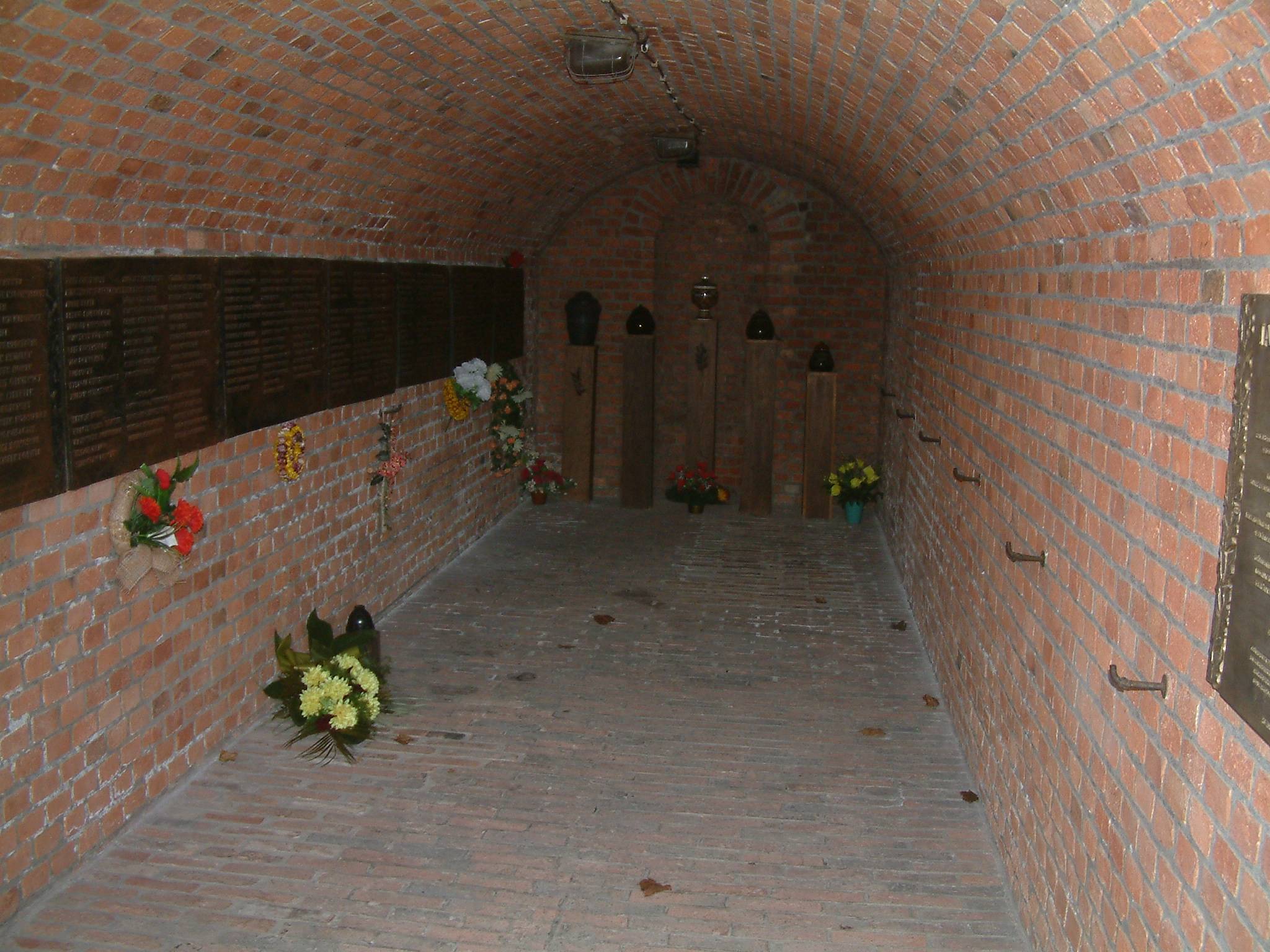
Bunkr č. 17 v poznaňské pevnosti, používaný nacisty jako provizorní plynová komora, v němž zahynuli mj. pacienti psychiatrického ústavu v Owińské

Již při plánování akce T4 v létě 1939 se počítalo se zavražděním asi 70 000 postižených osob. K tomu bylo zapotřebí zorganizování daleko rozsáhlejšího aparátu, než tomu bylo u eutanazie dětí. Likvidační centra byla vytvořena v někdejších léčebnách a ústavech, které byly k tomuto účelu speciálně přebudovány. Na počátku roku 1940 došlo k prvním pokusům v Brandenburgu, při kterých se porovnávaly účinky zabíjení pomocí injekcí a oxidu uhelnatého. Pacienti zabíjení různými druhy smrtících injekcí umírali pomalu a někdy museli dokonce dostat další dávku. Naopak pacienti zabíjení v plynové komoře, zkonstruované pod dohledem kriminálního komisaře Christiana Wirtha, umírali snadno a rychle. To přesvědčilo i Hitlerova pověřence pro záležitost eutanazie Karla Brandta, který byl původně odpůrcem likvidace pacientů v plynových komorách.
Po počátečních pokusech začala vznikat další střediska eutanazie s plynovými komorami a krematorii. První bylo do provozu uvedeno v lednu 1940 na zámku Grafeneck, v němž se dříve nacházel domov pro tělesně postižené. V prosinci téhož roku po protestech místního obyvatelstva středisko přesídlilo do Hadamaru. V únoru 1940 zahájil provoz ústav v Brandenburgu a následovaly další v Hartheimu u Lince, Sonnensteinu u Pirny a v Bernburgu nad Sálou.
Psychicky nemocní však byli likvidováni již na podzim roku 1939 na území nacisty obsazeného Polska. Šlo především o pacienty psychiatrických ústavů (Owińska, Świecie, Kocborowo, Dziekanka), kteří byli zastřeleni. Výjimku tvořilo asi 1100 pacientů z Owińské, kteří byli zabiti v provizorní plynové komoře v koncentračním táboře Poznaň. Likvidace pacientů psychiatrických ústavů pokračovaly i v dalších válečných letech.
Střediska eutanazie v Německu
| Středisko eutanazie | Obec                     | Spolková země          | Období činnosti                        |
| ------------------- | ------------------------ | ---------------------- | -------------------------------------- |
| Grafeneck           | Gomadingen               | Bádensko-Württembersko | 20. ledna 1940 – prosinec 1940         |
| Brandenburg         | Brandenburg an der Havel | Braniborsko            | 8. únor 1940 – říjen 1940              |
| Hartheim            | Alkoven u Linze          | Horní Rakousko         | 6. května 1940 – prosinec 1944         |
| Sonnenstein         | Pirna                    | Sasko                  | červen 1940 – září 1942                |
| Bernburg            | Bernburg                 | Sasko-Anhaltsko        | 21. listopadu 1940 – 30. července 1943 |
| Hadamar             | Hadamar u Limburgu       | Hesensko               | leden 1941 – 31. července 1942         |

## Oficiální odvolání akce

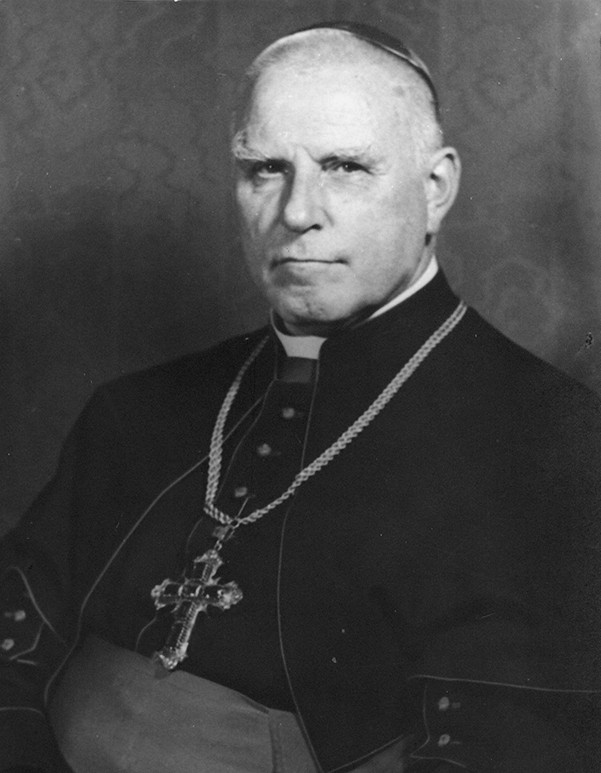
Biskup Galen, nejhlasitější odpůrce programu

Odpor vůči eutanazii mezi lékaři nebyl příliš silný. Otevřeně ji kritizovalo pouze několik málo jedinců, např. Karl Bonhoeffer, Gottfied Ewal nebo profesor Hans Gerhard Kreutzfeldt, který zachránil většinu svých pacientů na klinice v Kielu. Výraznější byl odpor obyvatelstva. Příbuzní obětí posílali dopisy vedoucím léčeben, vládním institucím a vysoce postaveným členům NSDAP. Někdy docházelo i k demonstracím, které měly zabránit odvozu pacientů. Pobouření vyvolal např. odvoz nemocných z léčebny Ottilienheim v únoru 1941.
Jak s postupem času rostlo povědomí o tomto programu, rostly i protesty veřejnosti. Znatelné začaly být zejména poté, co se aktivita vyhlazování dotkla církevních ústavů, které se mnohem důrazněji, než ty státní, vzpíraly příkazům odevzdat své chovance a snažily se informovat veřejnost. K jejich protestům se připojili též katoličtí biskupové, zpočátku ale jen s malým výsledkem.
3. srpna 1941 Clemens August von Galen, biskup münsterský, při kázání ve své katedrále sugestivně vylíčil věřícím všechny detaily o vyhlazovacím programu, které shromáždil, a označil toto zabíjení za vraždění příčící se lidským i Božím zákonům. Aby umocnil efekt kázání, včlenil do něj otázku, zda budou do programu zahrnuti i zmrzačení vojáci, a poté nechal jeho záznam distribuovat co největšímu počtu rodin ve své diecézi, které měly někoho na frontě. O další šíření textu se postarali lidé sami.
Reakce veřejnosti byla natolik divoká a rozsáhlá, že překročila i biskupovo očekávání a notně vyděsila nacistické představitele. Nakolik zde hrálo roli morální pobouření, a nakolik obava, že by odpověď na Galenovu otázku ohledně zraněných z fronty mohla znít ano, se lze jen dohadovat. Každopádně Adolf Hitler dne 18. srpna veřejně vyhlásil ukončení programu. Zabíjení sice tajně pokračovalo i později, ovšem mnohem skrytěji, nenápadněji a spíše příležitostně, než systematicky. Skutečný konec akce přišel až s likvidací nacistické vlády.